# 下社角白礁宮
白礁宮是臺灣臺南市學甲區的一間廟宇，其位置在傳統學甲十三庄學甲下社庄頭下社角聚落中，同時也是該聚落的角頭廟宇之一。在學甲慈濟宮代表8個選舉區中屬學甲下角選區，因同為十三庄47角頭之一，故而也是學甲慈濟宮上白礁與四年一度的學甲香，參與繞境的基本成員之一。
行政區原屬於舊制時的學甲庄下社，臺灣光復後下社與宅口兩聚落合併設為百福村，1968年學甲升格為鎮，又隨之改為百福里。2006年2月1日為因應行政管理的簡化，進行行政區調整將原有的26里簡化合併為13里，百福里與慈生里進行里的區域合併，合併之後裡的名稱改為慈福里，故而目前白礁宮位於新的行政里慈福里境內。

## 沿革脈絡
白礁宮與學甲慈濟宮兩廟宇之間的發展有極為密切的互動關連，而此關聯緣起於明末鄭氏軍隊的來臺發展，當時隨鄭氏來臺軍民中有李勝一家，其來臺前自家鄉福建同安縣角尾白礁村，迎請祖地白礁慈濟宮的保生二大帝，以及謝府元帥、中壇太子等神尊一同隨行護佑來臺，來臺之後方建一草寮來供俸神尊。
入臺之後李勝即在下社角落腳開墾，也因此李氏族人認李勝為開臺首代先祖。初始之際神尊分別供俸於不同處，二大帝供奉於李勝的長子李階家中，而謝府元帥於其次子李孟家中，三子李松則供奉中壇元帥，只是供俸方式一直保持以爐主方式祭祀。
其後，學甲欲興建大廟卻苦無理想之廟地，洽巧今日學甲慈濟宮所在廟地，為當時趙姓人家所有，趙家在欲重新建造新厝所選擇吉日時突然發生火災，也基於這個原因，趙家前去迎請下社的開基二大帝來鎮守，也因大帝的鎮守新厝得以完成，為此，趙家便還願提供慈濟宮建廟用地。乾隆八年(1743年)慈濟宮以草庵方式呈現，然同時下社也僅剩下謝府元帥以及中壇元帥兩尊神祇。
其後，被迎至慈濟宮的開基二大帝幾度被竊，且其聖座又被遺棄等事件後，直到1945年臺灣光復後，李氏後人李抄父子受大帝託夢，最終開基二大帝方回歸慈濟宮，然此時留在下社的謝府及中壇兩元帥金身，仍是在下社以駐典爐主家中方式受信徒供養。此情形一直延續數百年之久，直到1982年初，下社的信徒終於建議應建造屬於自家聚落的公廟，如此也方能讓神尊有固定場域供信眾參拜。於是當年端午節(農曆五月五日)破土興建，次年1983年二月新廟完工並舉行入火安座儀式，同時再新雕刻開基二大帝金身，也訂廟名為白礁宮，藉以紀念神尊的祖地。

## 軼事
慈濟宮在建廟之初其神尊是由下社迎請而來，然而，下社雖有神尊卻一直沒有建築正式的廟宇予以供俸，長久以來都還是以值年爐主方式祭祀，直到1982年方有建廟之提議，為此，當時地方有「大廟（即慈濟宮）無主神，下社仔無廟宇」之說。此外，白礁宮年度3大節慶，依日期各為農曆的5月初5謝府元帥聖誕、9月初9中壇元帥聖誕，以及每年11月第2個禮拜天為謝公愿日，廟方會在節慶的前一天，前往慈濟宮恭迎保生大帝以及觀音佛祖前來白礁宮參與廟慶節日活動。此外，慈濟宮無論是在上白礁謁祖或者學甲香，其開基二大帝的主神轎遊行到白礁宮時，也會做短暫的駐駕當地人則稱此一舉動為看戲，白礁宮也會請戲班來搬演。  
當學甲慈濟宮於乾隆九年（1744）建廟後，因為分擔廟方的宗教活動逐漸形成一個祭祀圈，學甲也形成中社、後社、下社等三個角頭，其中因地區人口的增加又了一個人口數較少的角頭即六分繳，而因下社角李氏一直處於無公廟的情形，故而白礁宮才在此情形下於1983年建廟。
學甲上白礁遶境的重要陣頭蜈蚣陣，其一開始是由白礁宮於19世紀末所創立，然因每次出陣的人力及相關費用相當的龐大，其後方才由經濟能力較佳的後社集合宮接手。而沒有龐大支出的蜈蚣陣之後，為了在參與上白礁與學甲香能保有藝陣助興，之後則又創立了哪吒鬧東海以及董漢尋母等藝閣在兩大活動中。
白礁宮曾於1995年時將廟宇2樓進行重建，而重建後的樓層則請到不少知名文人賜與墨寶，其廟內的對聯為出生於北門的詩人吳登神（吳中）之作，另其他也有王英雄、李賜端、曾遜祥及黃榮洲等 4 位知名書法家，其書法作品也被鐫刻於廟柱之上。
雖慈濟宮的開基二大帝的金身是由當初的下社所請，且白礁宮與慈濟宮兩廟也近在咫尺，另外，每年的上白礁謁祖或者四年一科的刈香，二大帝也都會短暫駐駕白礁宮看戲。然而，三百多年來卻一直無法同框相聚，開基二大帝駐駕時只能在鑾轎上，因此三尊神祇只能以最段距離交目。於是在2014年時白礁宮總幹事李明席，便利用農曆九月九日中壇元帥聖誕當天，邀請慈濟宮的開基二大帝前往白礁宮看戲，讓闊別三百多年的三尊神祇(二大帝、謝府及中壇元帥)得以再次同框相聚。

## 圖集

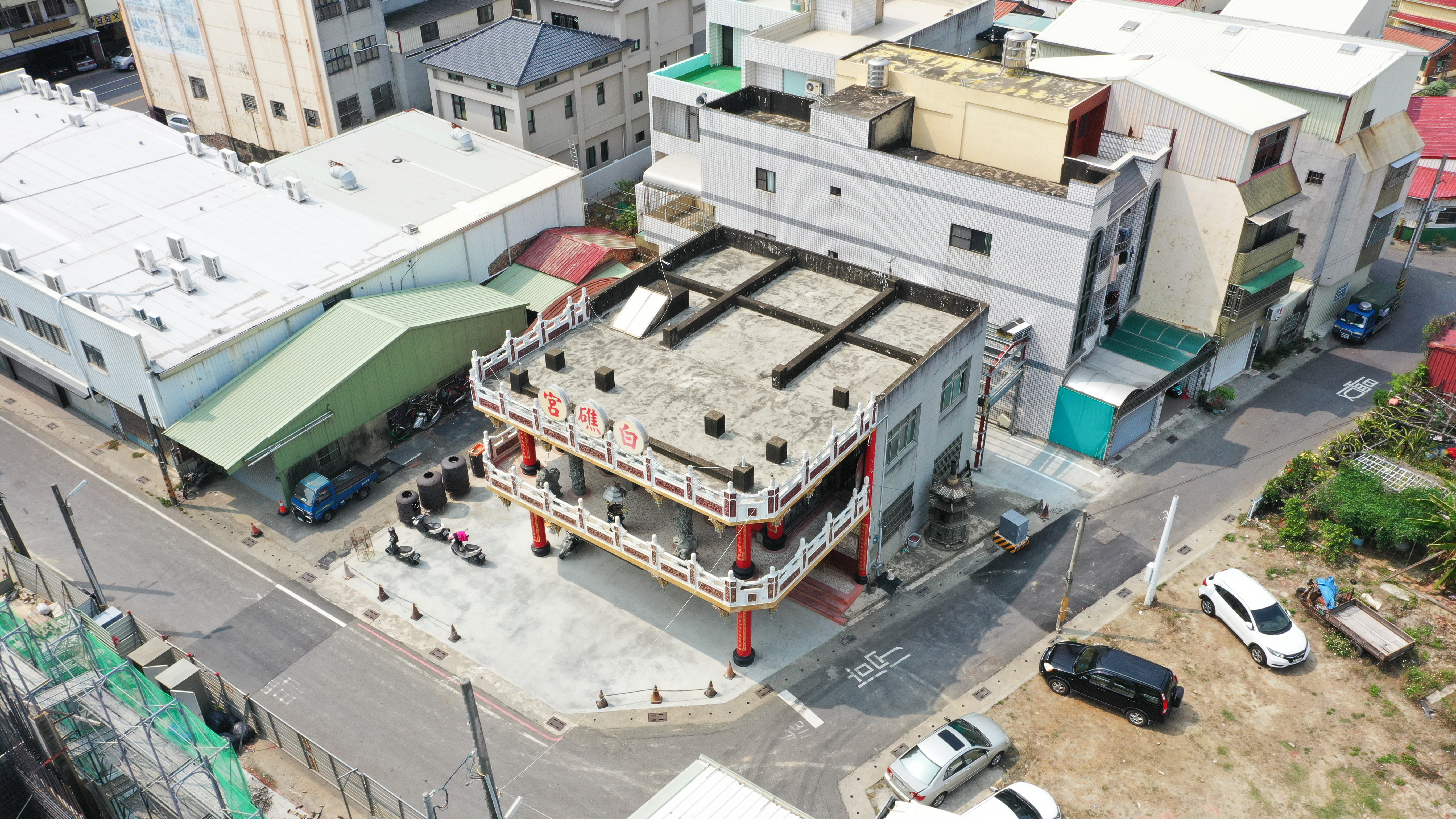
空照鳥瞰
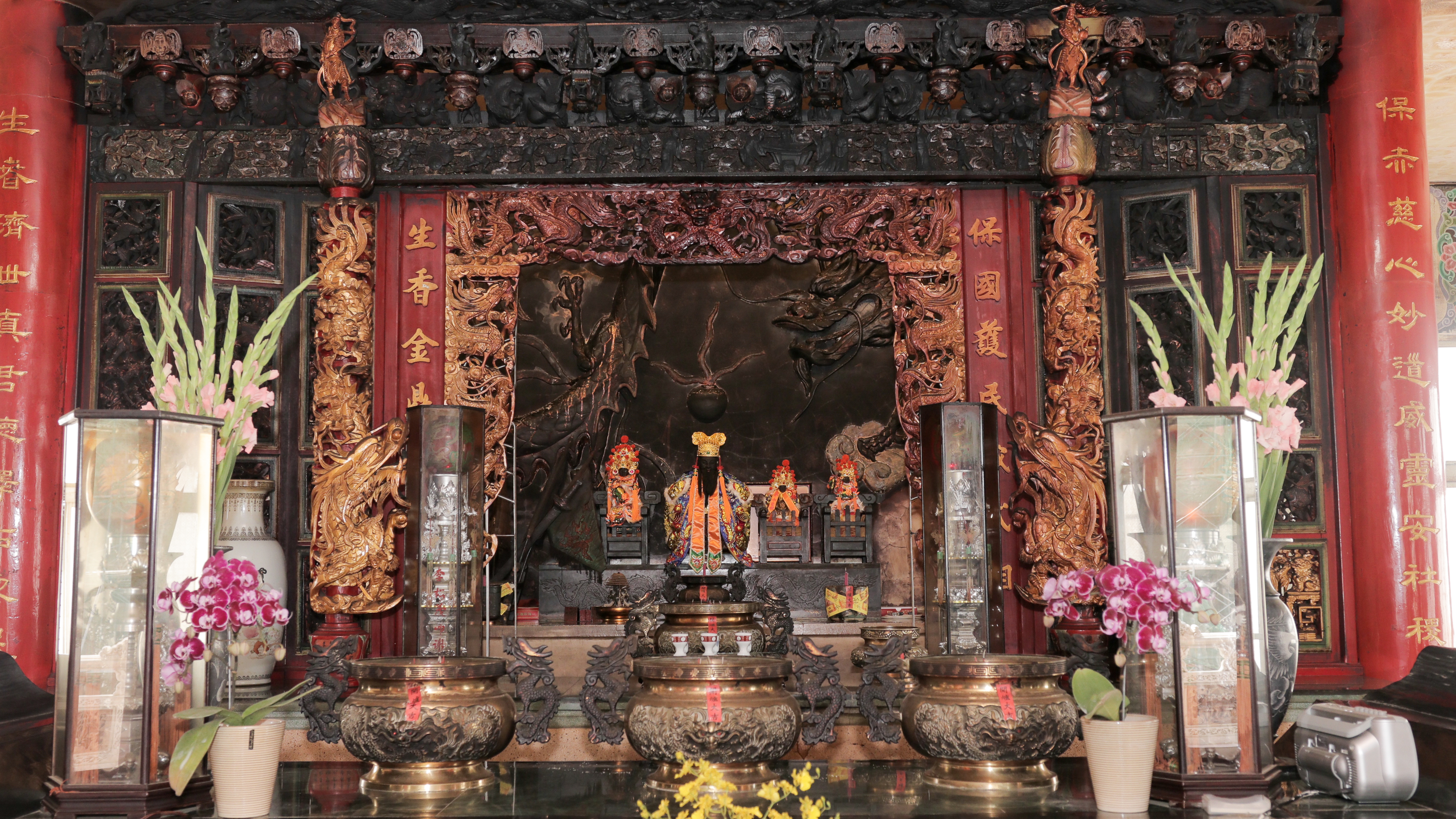
神龕
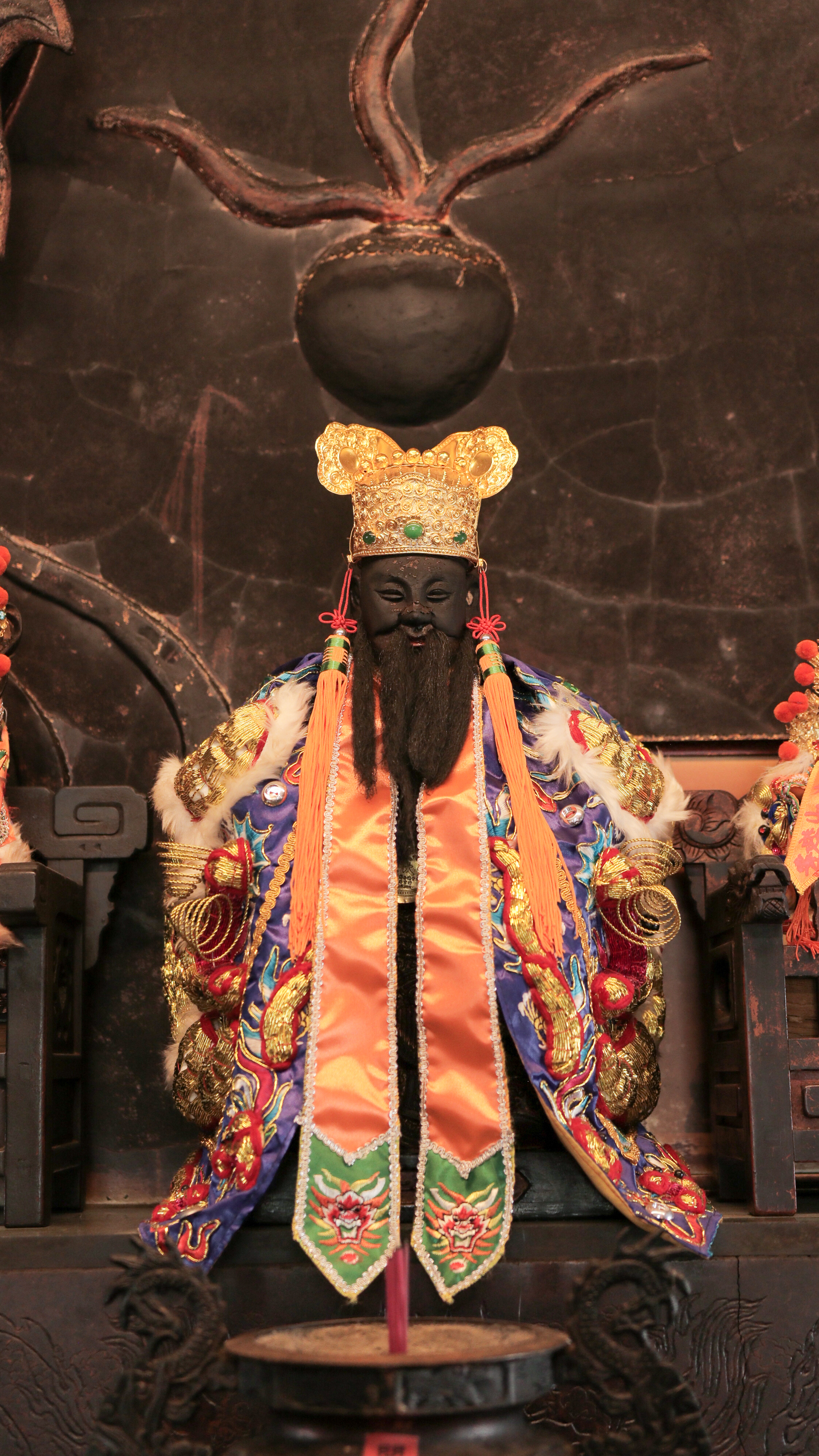
主祀保生二大帝神尊
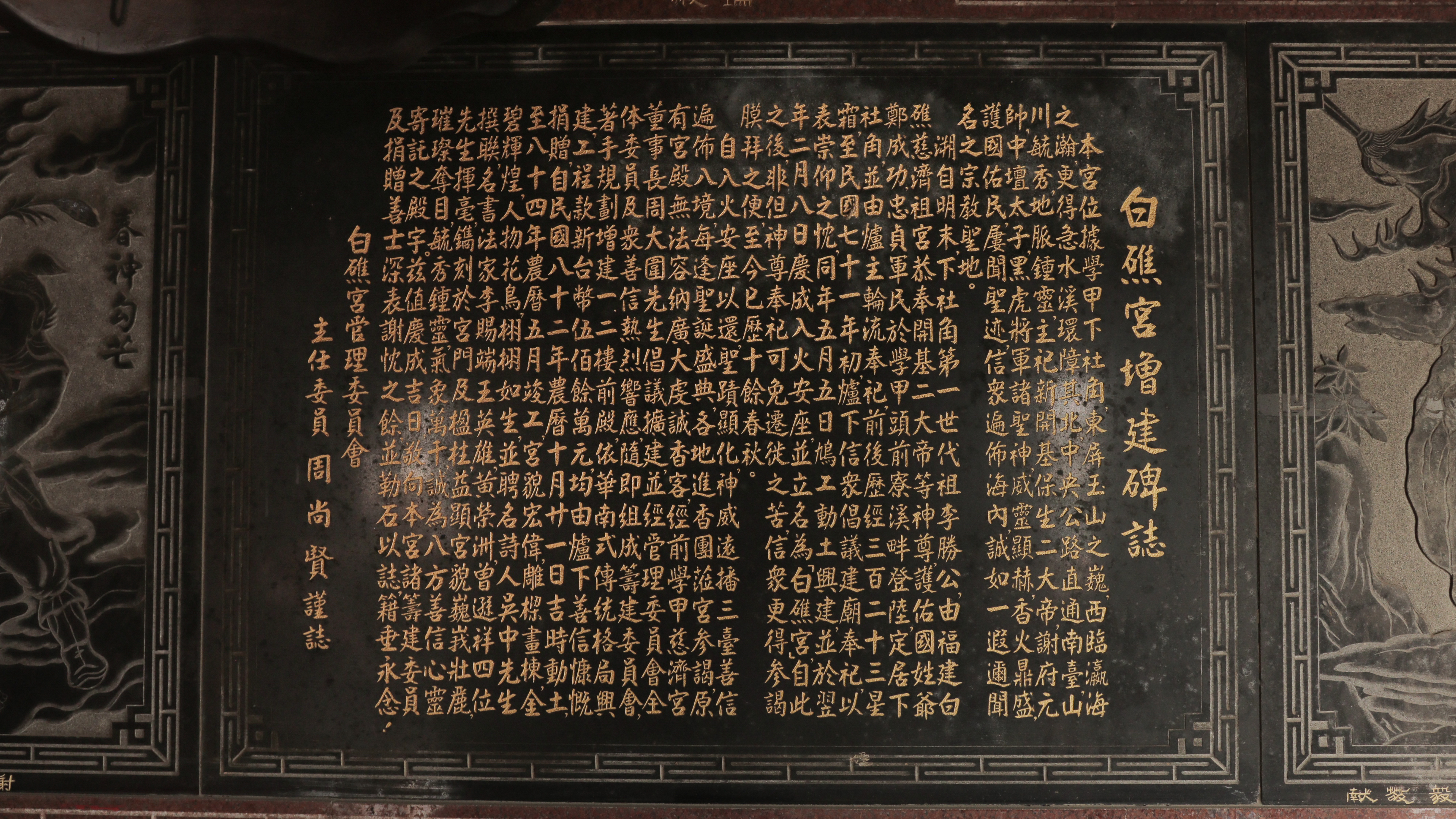
二樓增建碑誌